# Autrechêne
Autrechêne [otʁəʃɛn] ist eine französische Gemeinde mit 279 Einwohnern (Stand: 1. Januar 2022) im Territoire de Belfort in der Region Bourgogne-Franche-Comté. Die Gemeinde entstand 1973 durch die Fusion von Eschêne-Autrage und Rechotte. Die Bewohner werden Autrechênois und Autrechênoises genannt.
Die Gemeinde erhielt 2023 die Auszeichnung „Zwei Blumen“, die vom Conseil national des villes et villages fleuris (CNVVF) im Rahmen des jährlichen Wettbewerbs der blumengeschmückten Städte und Dörfer verliehen wird.

## Geographie
Autrechêne liegt auf 352 m Höhe, etwa neun Kilometer südöstlich der Stadt Belfort (Luftlinie). Das Dorf erstreckt sich im Flachland der Burgundischen Pforte, am nördlichen Rand der weiten Talebene der Bourbeuse, in der sich auch die Wasserstraße des Rhein-Rhône-Kanals befindet, gegenüber von Brebotte, am südöstlichen Rand des Plateaus von Les Grands Bois.

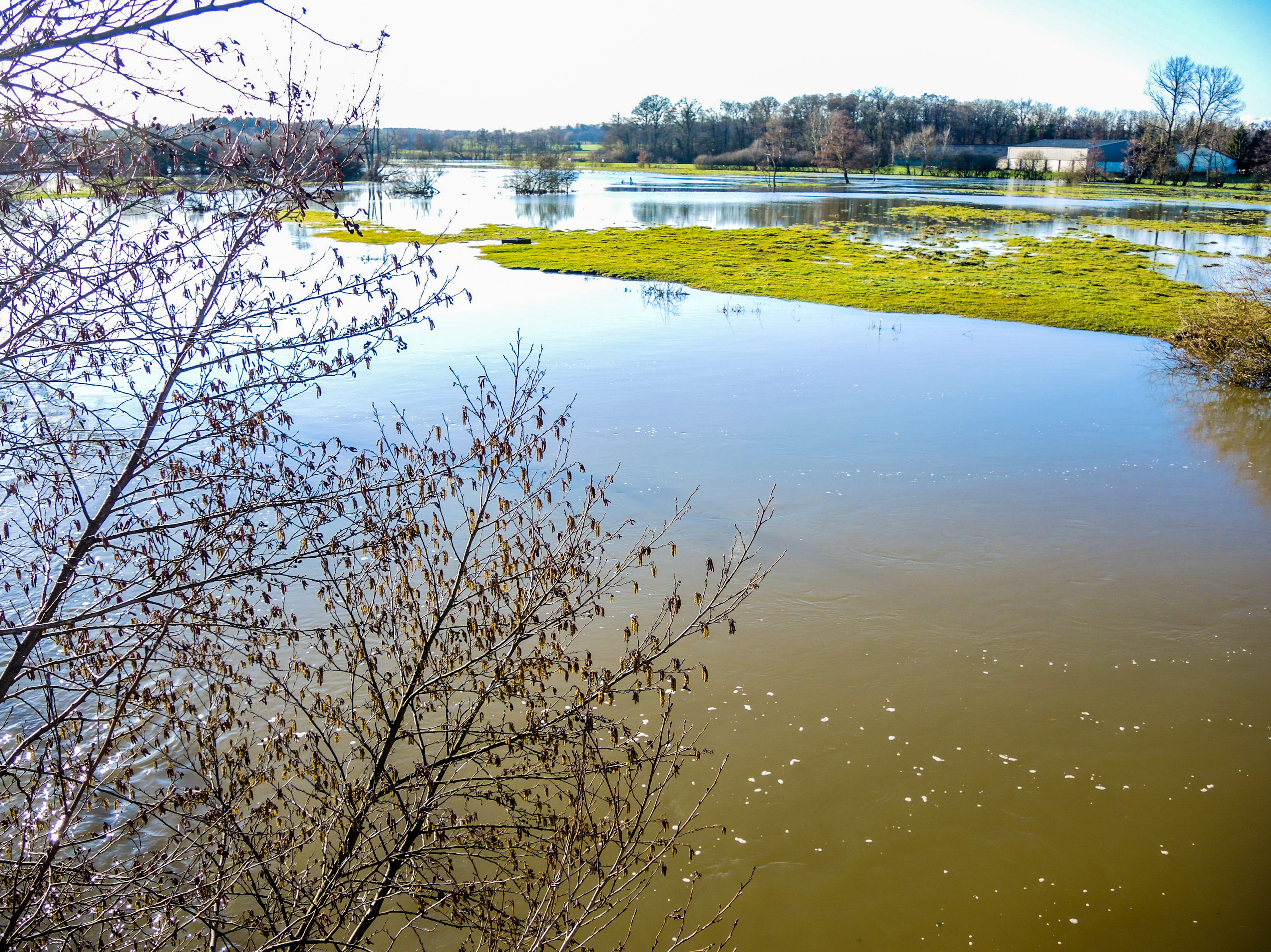
Die Bourbeuse bei Autrechêne

Die Fläche des 2,96 km² großen Gemeindegebiets umfasst einen Abschnitt der nur schwach reliefierten Landschaft im Bereich der Burgundischen Pforte (Trouée de Belfort). Die südöstliche Grenze verläuft stets entlang der Bourbeuse, die sich mit Mäandern durch eine breite Talebene windet und für die Entwässerung zur Allaine sorgt. Sie erhält Zufluss von der Praille und der Madeleine, welche die westliche respektive östliche Gemeindegrenze bilden. Von der Bourbeuse erstreckt sich das Gemeindeareal nach Norden über die ehemals sumpfige Talaue und einen sanft ansteigenden Hang bis auf das angrenzende Plateau. Dieses liegt durchschnittlich auf 360 m und ist teils mit Acker- und Wiesland, teils mit Wald bedeckt. Hier wird mit 368 m die höchste Erhebung von Autrechêne erreicht. Ganz im Nordwesten befindet sich das Waldgebiet Les Grands Bois.
Die Gemeinde Autrechêne setzt sich aus folgenden Ortsteilen zusammen:
- Eschêne (337 m) am nördlichen Talrand der Bourbeuse (deutsch früher Zur Eichen)
- Autrage (340 m) im Tal der Bourbeuse
- Rechotte (352 m) am sanft geneigten nördlichen Talhang der Bourbeuse

Nachbargemeinden von Autrechêne sind Novillard im Norden, Montreux-Château und Bretagne im Osten, Brebotte und Froidefontaine im Süden sowie Charmois im Westen.

## Geschichte
Erstmals schriftlich erwähnt wird Eschêne im Jahr 1105 unter dem Namen Quercubus in einer Urkunde des Priorats Froidefontaine. Autrage und Rechotte (als Richemont) finden ihre erste Erwähnung im Jahr 1345. Mitte des 14. Jahrhunderts gelangten die Dörfer unter die Oberhoheit der Habsburger. Zusammen mit dem Sundgau kamen sie mit dem Westfälischen Frieden 1648 an die französische Krone. Seit 1793 gehörten die Ortschaften zum Département Haut-Rhin, verblieben jedoch 1871 als Teil des Territoire de Belfort im Gegensatz zum restlichen Elsass bei Frankreich.
Seit der Zeit der Französischen Revolution bildeten Eschêne und Autrage die Doppelgemeinde Eschêne-Autrage. Diese fusionierte mit Wirkung auf den 1. Januar 1973 mit Rechotte zur neuen Gemeinde, die den Kunstnamen Autrechêne trägt.

## Bevölkerungsentwicklung
| Jahr                       | 1962 | 1968 | 1975 | 1982 | 1990 | 1999 | 2008 | 2020 |
| Einwohner                  | 40   | 45   | 123  | 146  | 154  | 210  | 275  | 276  |
| Quellen: Cassini und INSEE |      |      |      |      |      |      |      |      |

Mit 279 Einwohnern (Stand: 1. Januar 2022) gehört Autrechêne zu den kleinen Gemeinden des Départements Territoire de Belfort. Nachdem die Einwohnerzahl in der ersten Hälfte des 20. Jahrhunderts abgenommen hatte (1896 wurden noch 165 Personen gezählt), wurde seit Beginn der 1970er Jahre wieder ein deutliches Bevölkerungswachstum verzeichnet.

## Sehenswürdigkeiten
In den drei Ortschaften befinden sich verschiedene Fachwerkhäuser aus dem 17. bis 19. Jahrhundert im traditionellen Stil des Sundgaus.

## Wirtschaft und Infrastruktur
Autrechêne war bis weit ins 20. Jahrhundert hinein ein vorwiegend durch die Landwirtschaft (Ackerbau, Obstbau und Viehzucht) und die Fischzucht geprägtes Dorf. Noch heute leben die Bewohner zur Hauptsache von der Tätigkeit im ersten Sektor. Außerhalb des primären Sektors gibt es nur wenige Arbeitsplätze im Dorf. Viele Erwerbstätige sind auch Wegpendler, die in den umliegenden größeren Ortschaften ihrer Arbeit nachgehen.
Die Ortschaft liegt abseits der größeren Straßenverbindungen an einer Departementsstraße, die von Belfort nach Suarce führt. Der nächste Anschluss an die Autobahn A36 befindet sich in einer Entfernung von ungefähr zehn Kilometern. Weitere Straßenverbindungen bestehen mit Novillard und Charmois.